# Stadtbezirk Innenstadt-West (Dortmund)
Der Stadtbezirk Innenstadt-West als einer der drei Innenstadtbezirke Dortmunds beinhaltet wesentliche Einrichtungen der Verwaltung und Kultur.
Zum Stadtbezirk Innenstadt-West gehören das historische Zentrum der Stadt innerhalb der ehemaligen Wallanlagen und damit auch das Einkaufszentrum und die politischen Einrichtungen der Stadt. Südlich davon liegen urbane Wohnquartiere, zunächst das Klinikviertel um das Klinikzentrum Mitte des Klinikums Dortmund und das St.-Johannes-Hospital, dann das Kreuzviertel und die Sportanlagen (Westfalenstadion, Westfalenhallen, Stadion Rote Erde und Helmut-Körnig-Halle) im ehemaligen Dortmunder Volkspark.
Westlich des eigentlichen Stadtzentrums schließt sich dichte Wohnbebauung rund um die Rheinische Straße (Unionviertel) an. Dieser Teil des Stadtbezirks ist dicht bebaut mit Architektur aus der Zeit um 1900. Die als Wohngebäude genutzten Häuser in den verkehrsberuhigten Seitenstraßen südlich der Rheinischen Straße sind teilweise gut saniert.
Auf der nördlichen Seite der Rheinischen Straße liegen die frühere Dortmunder Union-Brauerei, deren Hauptgebäude heute als Dortmunder U bekannt ist. Westlich davon liegt schließlich der zum Stadtbezirk gehörende Stadtteil Dorstfeld, ein früher vom Bergbau geprägter Bereich, was sich heute noch sichtbar in einer Reihe von Zechensiedlungen dokumentiert.
Der Innenstadtbezirk wird durch die Parkanlagen Stadtgarten, Tremoniapark und Westpark aufgelockert.
Bezirksbürgermeisterin ist Astrid Cramer (B90/Die Grünen). Die Bezirksvertretung Innenstadt-West besteht wie in allen Stadtbezirken aus 19 Mitgliedern (7 B90/Die Grünen, 4 SPD, 3 CDU, 2 Die Linke, 1 DIE PARTEI, 1 FDP, 1 AfD).

## Statistik
Zum 31. Dezember 2024 lebten 54.360 Einwohner im Stadtbezirk Innenstadt-West.
Struktur der Bevölkerung:
- Bevölkerungsanteil der unter 18-Jährigen: 12,4 % [Dortmunder Durchschnitt: 16,2 % (2018)][3]
- Bevölkerungsanteil der mindestens 65-Jährigen: 17,0 % [Dortmunder Durchschnitt: 20,2 % (2018)][4]
- Ausländeranteil: 23,7 % [Dortmunder Durchschnitt: 22,3 % (2024)][5]
- Arbeitslosenquote: 10,1 % (Dortmunder Durchschnitt: 11,0 %)[6]

## Kultur und Sehenswürdigkeiten

### Bauwerke
Die Denkmalliste der Stadt Dortmund umfasst im Stadtbezirk Dortmund-Innenstadt-West 243 Baudenkmale, darunter 152 Wohnhäuser, Villen oder Wohnsiedlungen, 40 Wohn- und Geschäftshäuser, 19 öffentliche Gebäude, zehn Sakralbauten, sieben Geschäftshäuser, fünf Friedhöfe oder Parkanlagen, je drei landwirtschaftliche Gebäude, Kleindenkmale und Industrieanlagen sowie eine Verkehrsanlage.

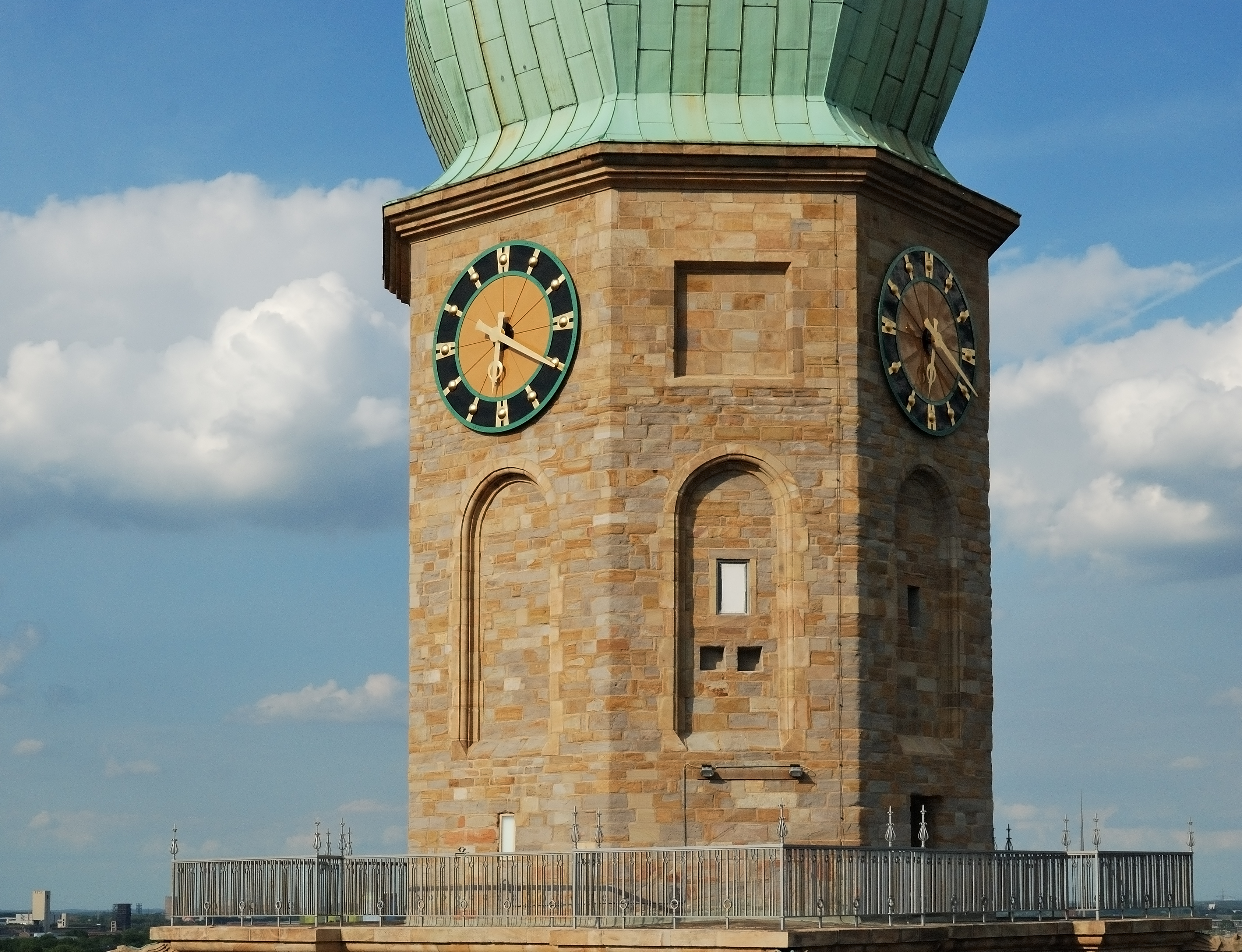
Reinoldikirche
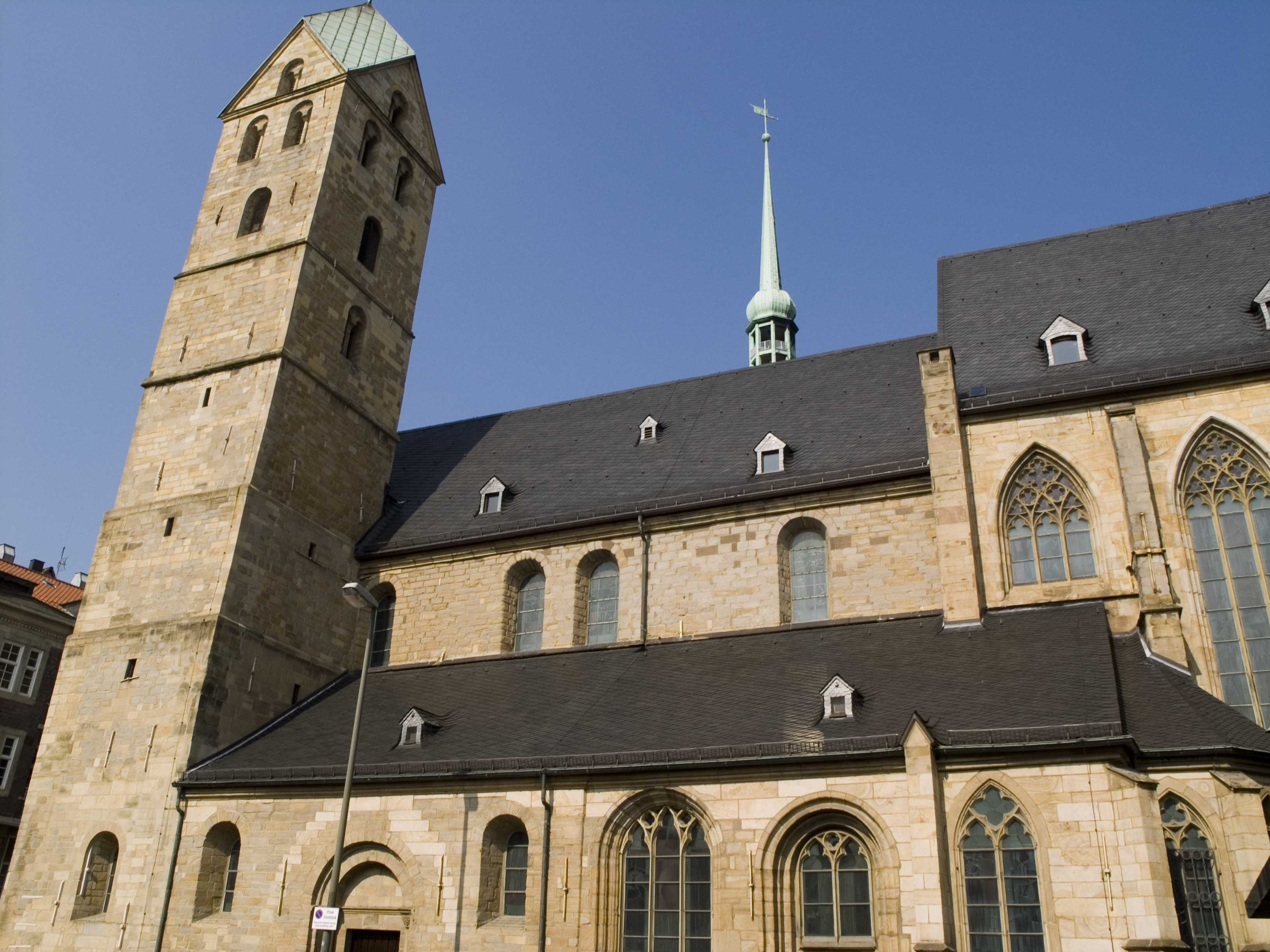
Marienkirche
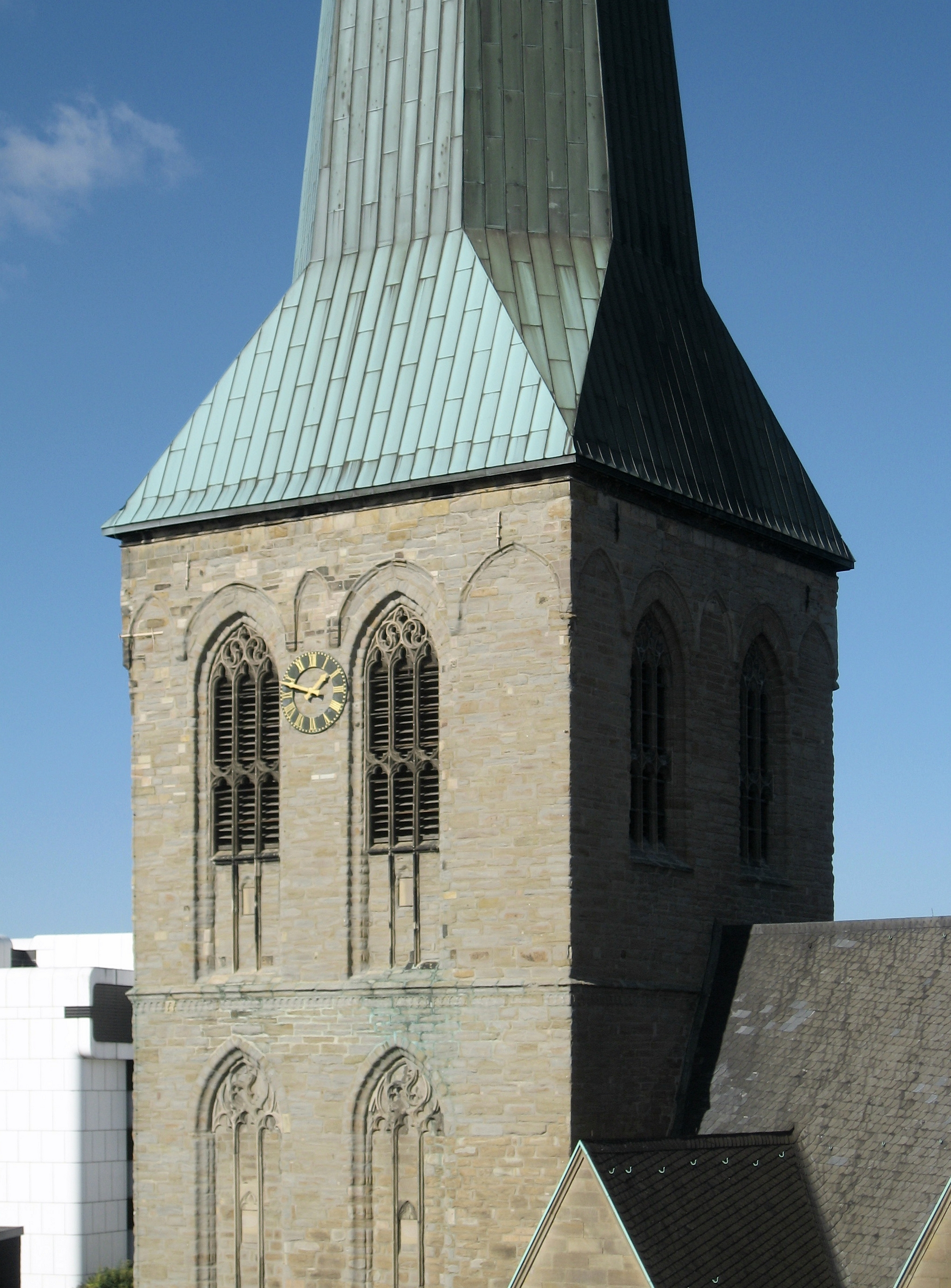
St. Petri
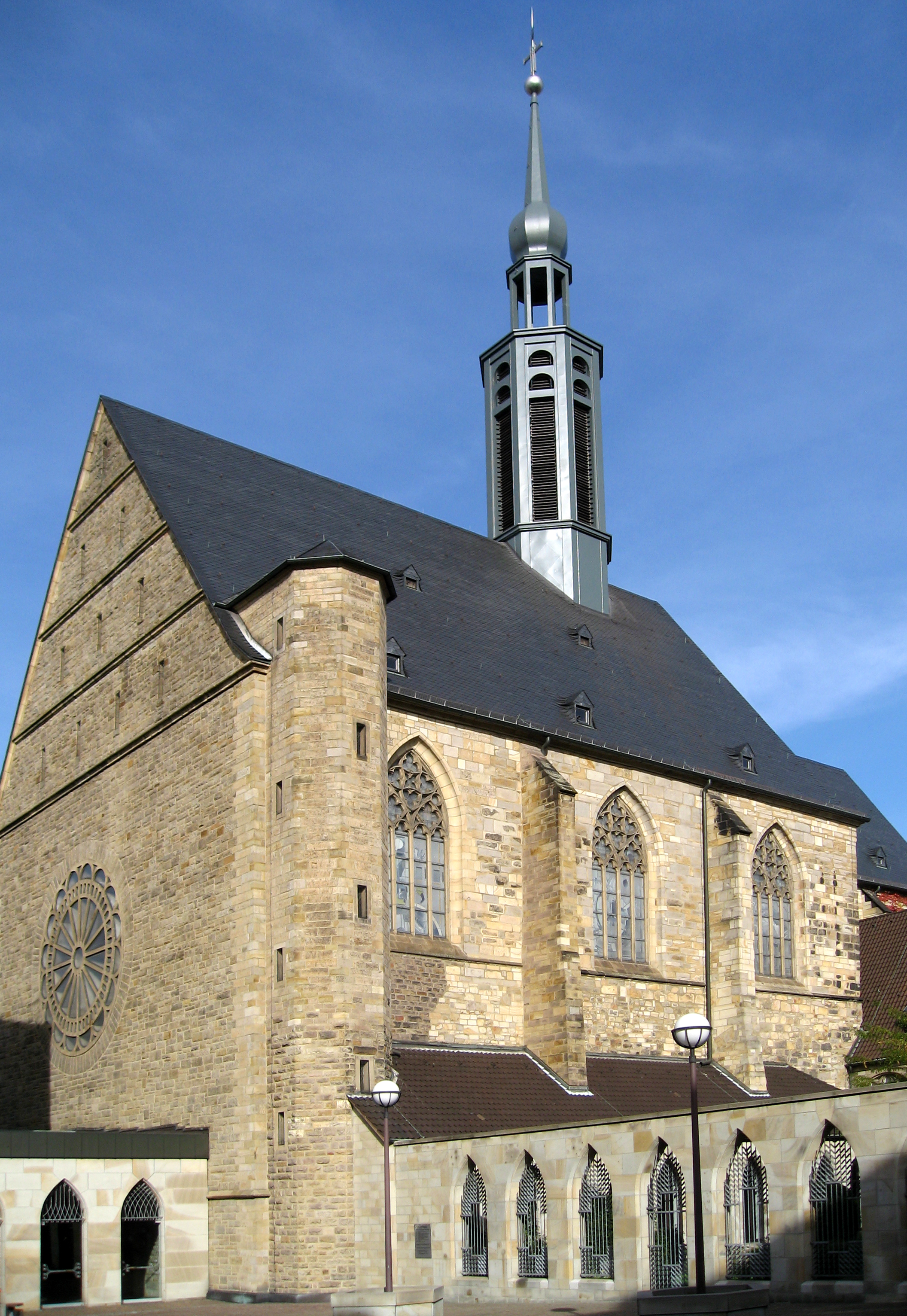
St. Johannes Baptist
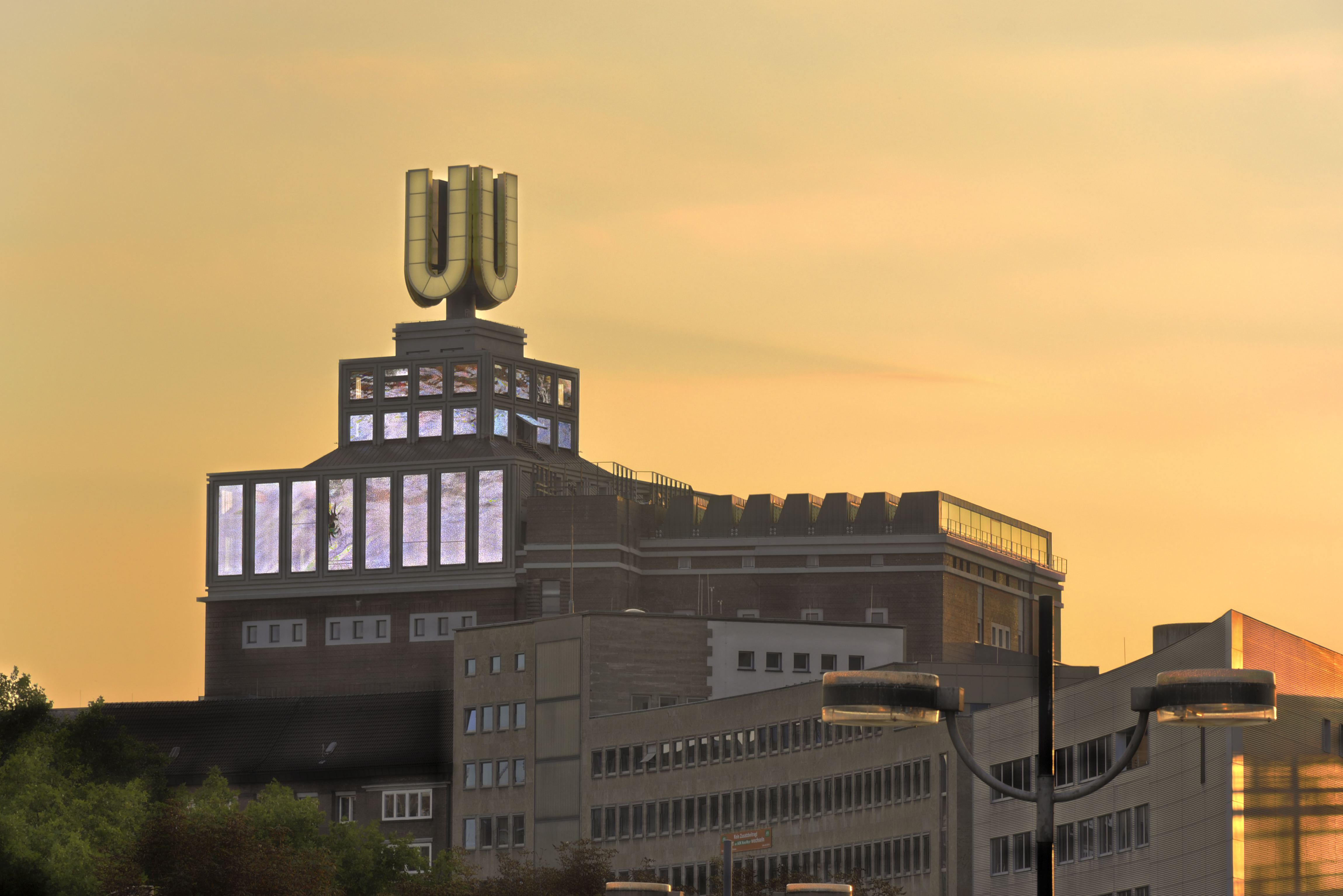
Dortmunder U
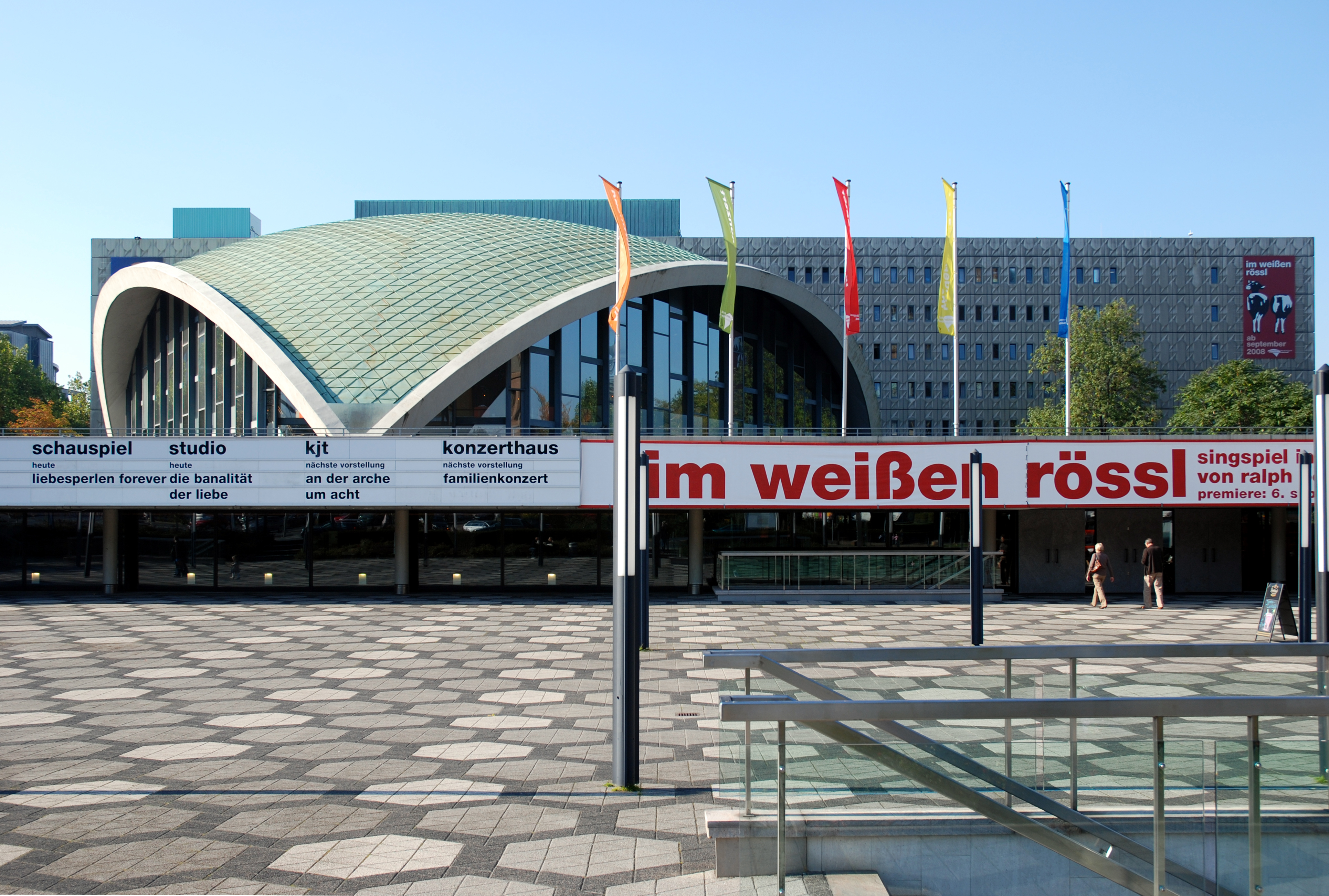
Opernhaus Dortmund
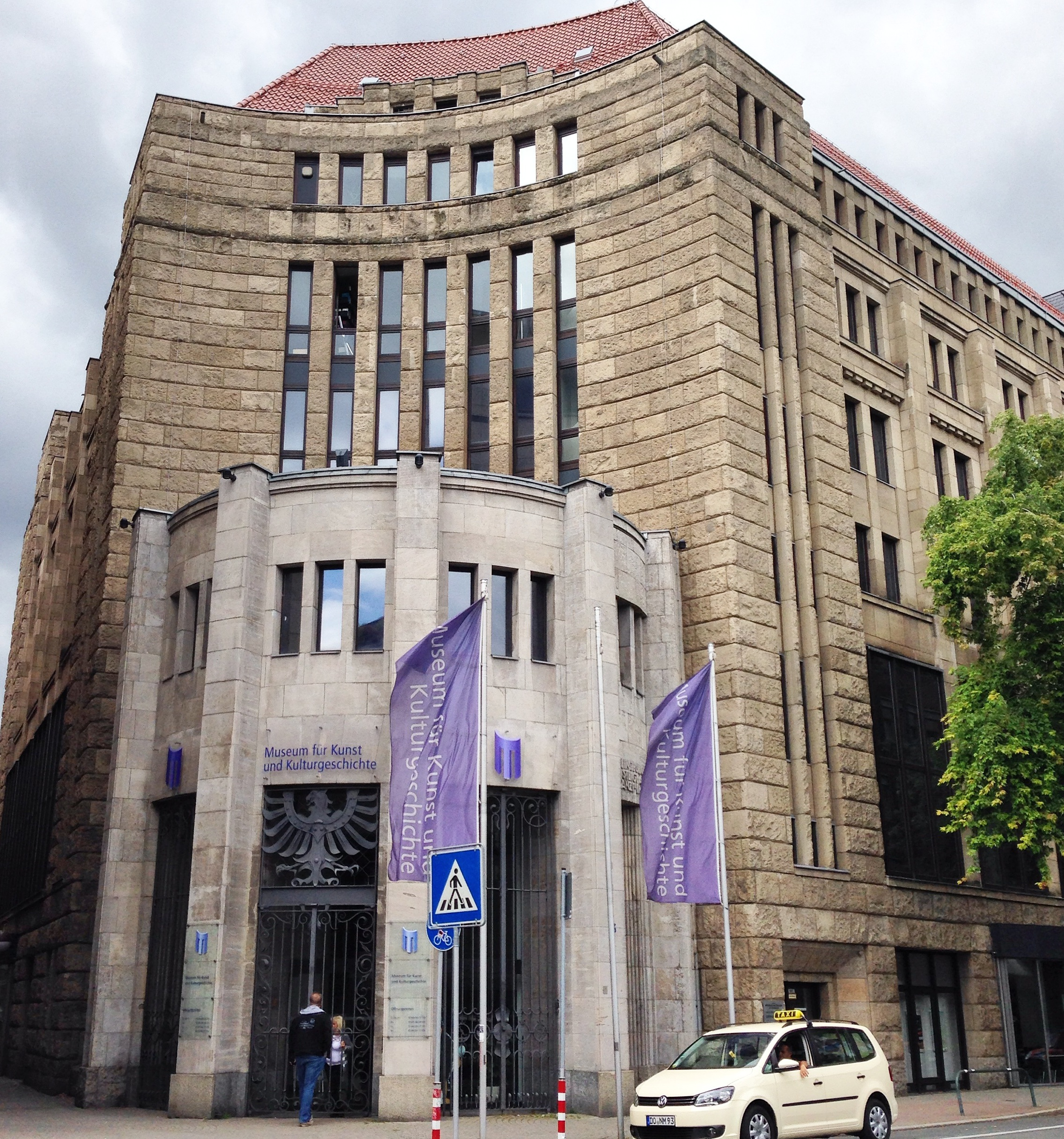
Museum für Kunst und Kulturgeschichte
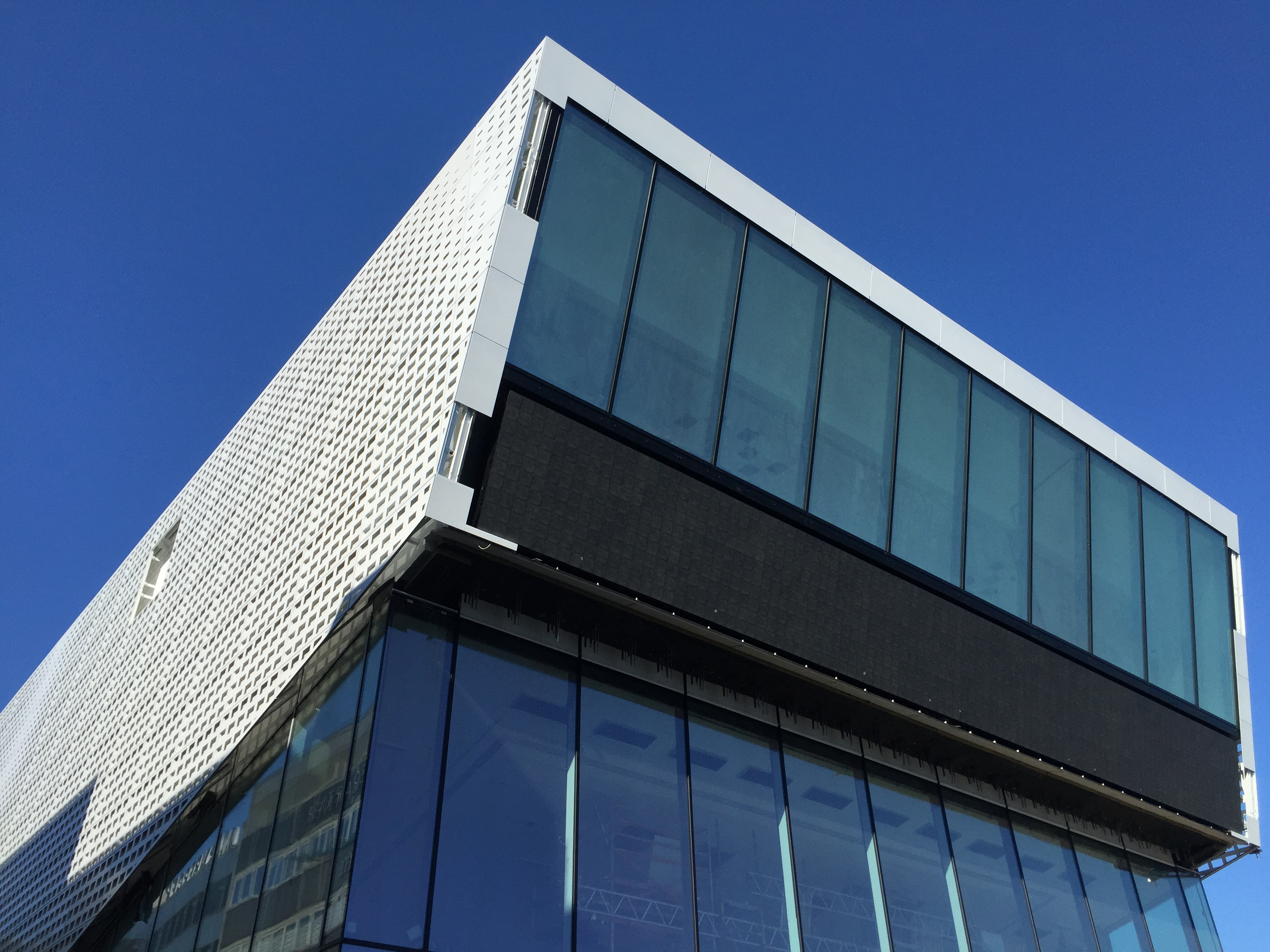
Deutsches Fußballmuseum